# Stjepan Bobek
Stjepan Bobek, född 3 december 1923 i Zagreb, Jugoslavien (idag Kroatien), död 22 augusti 2010 i Belgrad, Serbien, var en jugoslavisk fotbollsspelare (anfallare) och tränare.

## Biografi
Efter att ha spelat för ett flertal klubbar i sin hemstad Zagreb från en ung ålder gick Bobek vidare till Partizan Belgrad, där han kom att spela 1945–1959. Under Bobeks tid med Partizan vann laget två titlar i Jugoslaviska förstaligan och Jugoslaviska cupen fyra gånger. Totalt spelade Bobek 468 matcher för Partizan och sköt 403 mål; 1995 utnämndes han till Partizans bästa spelare någonsin.
1946–1956 spelade Bobek i Jugoslaviens fotbollslandslag. Tillsammans med landslaget blev han silvermedaljör i fotboll vid olympiska sommarspelen i London 1948 och i Helsingfors 1952. Han deltog även vid fotbolls-VM i Brasilien 1950 och i Schweiz 1954. 
Under sin karriär i det jugoslaviska landslaget spelade Bobek totalt 64 landskamper och sköt 38 mål. Han blev känd för sin teknik och dribblingsskicklighet, och bland annat Ungerns Ferenc Puskás ska ha influerats av Bobeks spelstil. Efter att ha avslutat sin spelarkarriär verkade Bobek som tränare, bland annat för Partizan, polska Legia Warszawa och grekiska Panathinaikos FC och Olympiakos FC.